# John Merle Coulter

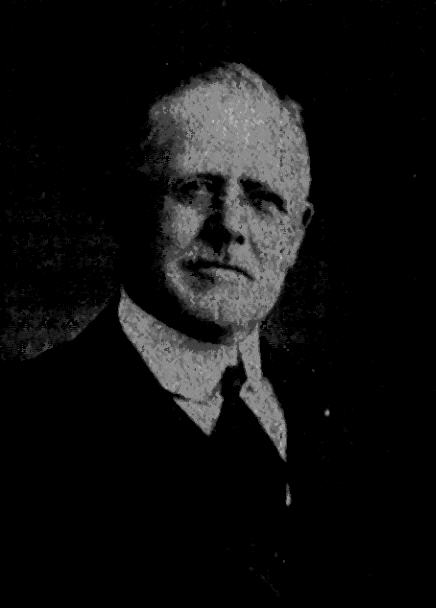
John Merle Coulter

John Merle Coulter (Ningbo, China, 20 de novembro de 1851 — 23 de dezembro de 1928) foi um botânico norte-americano.

## Biografia
Era irmão do biólogo Stanley Coulter (1853-1943). Fez seus estudos na Faculdade  Hanover, em  Indiana. Durante dois anos  (1872-1873), foi botânico do Serviço Geológico dos Estados Unidos. Ensinou ciências naturais na Faculdade Hanover e em 1879 ensinou biologia na Faculdade  Wabash.
Foi presidente da Universidade de Indiana de 1891 a 1893. Entre 1893 e 1896 presidiu à universidade de  Lake Forest. Em 1896, deixa esta função para presidir o departamento de botânica da universidade de Chicago. Em 1875, coulter funda a Botanical Gazette.

## Obras
- Manual of Rocky Mountain Botany (1885, edição revista em 1909)
- Manual of Texan Botany (1892-93)
- Plant Relations (1899, terceira revisão em 1910)
- Plant Structures (1899,  segunda edição 1904)
- Morphology of Spermatophytes (1901)
- Com Charles Joseph Chamberlain (1863-1943) Morphology of Angiosperms (1903)
- Plant Studies (1902, edição revista em 1905)
- A Text-Book of Botany for Colleges and Universities(dois volumes, 1910-1911)
- Elementary Studies in Botany (1913)
- Plant Breeding (1914)